# مای توریاما
مای توریاما (انگلیسی: Mai Toriyama؛ زادهٔ ۱۳ آوریل ۱۹۹۵)بازیکن هاکی روی چمن زن اهل ژاپن است.